# Duc d'Alfs Uitluiding

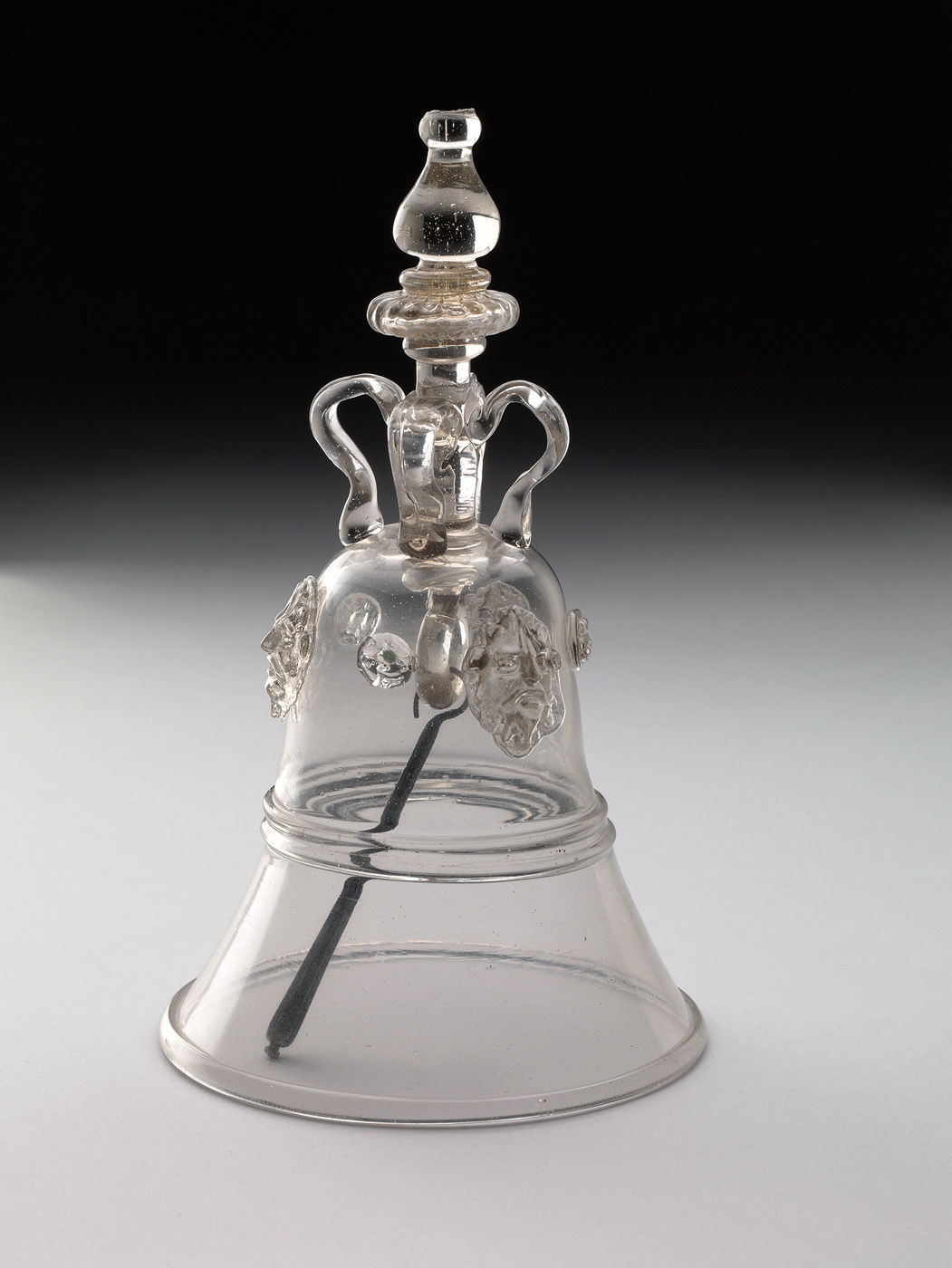
Duc D'Alfs Uitluiding, collectie Amsterdam Museum

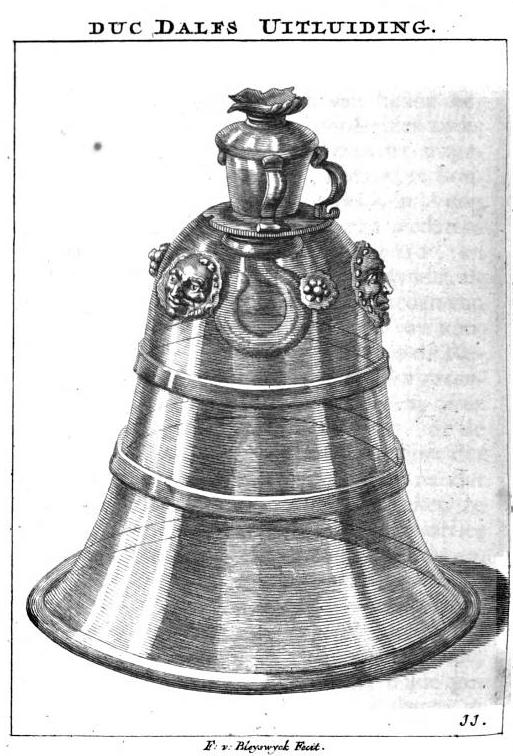
Beschadigd drinkglas à la façon de Venice in de vorm van een tafelbel, genoemd 'Duc d'Alfs Uitluiding' (Antwerpen ca. 1580). Hier op een ets van Frans van Bleyswijk bij Van Alkemade & Van der Schelling, Displegtigheden, dl. 2 (1735)

Duc d'Alfs Uitluiding is een historisch type glas in Venetiaanse stijl in de vorm van een tafelbel, waarmee volgens de overlevering het Plakkaat van Verlatinghe in juli 1581 werd beklonken. Dergelijke glazen met kenmerkende leeuwenmaskerons werden rond 1580 geproduceerd door de firma Pasquetti te Antwerpen.
Het glas behoorde in één teug te worden geleegd, waarna men de klepel in het omgekeerde glas kon laten luiden. Daarbij werd bij wijze van toost een rijmpje uitgesproken:
Duc d’Alf, die heeft het te zwaar verbruid,

Wij luijen den Koning van Spanje uit.
De overlevering werd opgetekend door Cornelis van Alkemade en Pieter van der Schelling in hun sociaalkritische boek Nederlands Displegtigheden uit 1732-1735, waarin de drinkgewoonten en het achterhaalde standsbesef van hun eigen tijd aan de kaak werden gesteld. Het gebruik van dergelijke glazen was rond 1600 vooral bij huwelijks- en doopplechtigheden populair. Ook andere drinkglazen werden vaak voorzien van een rinkelbel. De gehate landvoogd hertog van Alva, naar wiens aftocht het glas was genoemd, had Nederland overigens al in 1573 verlaten.
Een glas van dit type werd in juli 1781 in Franeker gebruikt bij de herdenking van het tweehonderdjarig jubileum van het Plakkaat van Verlatinghe. Deze gelegenheid kan worden beschouwd als het informele begin van de Friese Patriottenbeweging. De suggestie was dat men door het uitbrengen van een toost afscheid wilde nemen van de gehate hertog van Brunswijk, de belangrijkste adviseur van stadhouder Willem V, als een tweede Alva. Het glas, waarvan men ten onrechte meende dat het het laatste overgebleven exemplaar was, stamde uit de familie van de medische student Jan de Vicq Tholen. In de jaren daarna werden zulke glazen een gewild verzamelobject. Een exemplaar kwam in het bezit van minister van justitie Cornelis Felix van Maanen, die het glas vermoedelijk uit de collectie van het Koninklijk Kabinet van Zeldzaamheden wist los te weken.
Glazen van dit type zijn onder andere in het bezit van het Fries Museum, Rijksmuseum Amsterdam, Museum Boijmans Van Beuningen, Museum Willet-Holthuysen en het Corning Museum of Glass. Enkele exemplaren zijn bekend uit archeologische vondsten, waaronder een exemplaar in het Museum Vleeshuis te Antwerpen.